# مت‌آرت
مت‌آرت (به انگلیسی: MetArt) وبگاهی است از مجموعه سایت‌های اروتیک که برهنگی و رابطه جنسی صریح را از طریق عکس و فیلم هنری کشف می‌کنند. این وبگاه متعلق به HLP General Partners Incorporated می‌باشد و واقع در سانتا مونیکا، کالیفرنیا است. این وبگاه از سال ۱۹۹۸ آنلاین بوده‌است. در مه ۲۰۰۷ این سایت در لیست ۵۰۰ سایت با بیشترین بازدیدکننده در جهان الکسا اینترنت قرار گرفت.

## فعالیت‌ها
مت‌آرت گفته است بر روی محتوای با کیفیت بالا تمرکز دارد و باورش بر پشتیبانی از علت‌های زنان، تساوی حقوق و تجارت عادلانه است. از جمله چیزهایی که در بیان ماموریت شرکت عنوان شده‌است عبارتند از: «عکاس‌ها و مدل‌های ما فقط یک منبع یا استعداد نیستند، آن‌ها شریک شرکت و خانواده ما هستند، وجهه شرکت ما هستند.» 

## جایزه‌ها
| Year | Ceremony      | Result | Award                      |
| ---- | ------------- | ------ | -------------------------- |
| ۲۰۱۹ | جایزه ایکس‌بیز | برنده  | سایت عکاسی برهنه سال       |
| ۲۰۱۸ | جایزه ایکس‌بیز | برنده  | سایت عکاسی برهنه سال       |
| ۲۰۱۷ | جایزه ایکس‌بیز | برنده  | سایت بزرگسالان سال - عکاسی |
| ۲۰۱۶ | جایزه ایکس‌بیز | برنده  | سایت بزرگسالان سال         |
| ۲۰۱۵ | جایزه ایکس‌بیز | برنده  | سایت بزرگسالان سال - عکاسی |